# فوكيون
فوكيون سياسي وجنرال أثيني ولد تقريبا عام 402 ق م وهو ابن صانع صغير، وأصبح تلميذ أفلاطون وكان في وقت لاحق صديقا حميما لكسينوقراط، وكان لهذا أثر عليه لاحقا ولكنه كان في البداية معروفا بأنه جندي أكثر منه فيلسوف.

## حياته السياسية والعسكرية
تحت إمرة خابرياس تميز في معركة ناكسوس عام 376 ق م وساند زعيمه بإخلاص في العديد من الحملات، وكسب ثقة الحلفاء بعدله ونزاهته، وبين عامي 351 – 349 ق م أصبح ضمن الجيش الفارسي وساعد في إحباط تمرد في قبرص، فاحتل بعدها مركزا دائما في أثينا وانتخب جنرالا 45 مرة.
في السياسة كان مناوئا دائما للتوجه الذي يرفض وجود المقدونيين في أثينا والذي تزعمه ديموسثينيس وليكورغوس وهيبريدس والذي حاول أن يخمد خطبه الملتهبة بأن يقول للناس ولضعف أثينا العسكري والمالي وحاجتها للسلم رغم أن الجيش بدا في عز ازدهاره. ورغم أنه حاز احترام الناس فقد تجاهلها. لكن كان له تأثير مهم وواضح في محاكمة أيسخينس عام 343 ق م والذي دافع عنه، وكذلك بعد الهزيمة القاسية لليونانين على يد فيليب في معركة خايرونيا عام 338 ق م عنا حصل على شروط متساهلة من فيليب، وفي عام 348 ق م أنقذ القوة التي تكونت ضد حكام يوبويا المتحالفين مع مقدونيا فتحسنت سمعته كثيرا.

## وفاته
ذكر ديودورس أن فوكيون كان في الخامسة والسبعين عندما مات، فقد أصبح جنرالا في الثلاثين وانتخب 45 مرة، مما يجعل تاريخ ميلاده 394 – 393 ولكنه كان على الأقل في الخامسة والعشرين في معركة ناكسوس عام 367. لكن السجلات غير محددة؛ والتواريخ المعطاة قدمها بيلوخ. مع ذلك فإنه لم يمل على الإطلاق للخضوع إلى المقدونيين، كما ظهر بحمايته للاجئ هاربالوس وحملته الجريئة دفاعا عن أتيكا في عام 322 ق م، وربح ثقة الفاتحين، وفي أيام الديمقراطية المقيدة التي فرضها أنتيباتر أصبح الحاكم الافتراضي لأثينا. ولكن الشيخوخة أتت بأيامها عليه؛ عندما أثار بوليبيرخون بإعلانه عن «الحرية» أزمة جديدة في عام 318 ق م، وفُسرت إعاقة فوكيون بأنها كخيانة فعلية بالنيابة عن كاساندر، والناس المحرضة من قبل الديمقراطيين المعادين خلعته من منصبه. هرب فوكيون إلى بوليبيرخون، ولكن أعاده الأخير لتتم محاكمته في أثينا. والجمعية، التي احتوت على العديد من العبيد وكل غوغاء المدينة، صاحت ضذ فوكيون وحكم عليه بالموت. بعد فترة ليست ببعيدة، نظم الأثينيون دفنا عاما وتمثالا في شرفه.

## شخصيته
شخصية فوكيون وسياسته أثر عليها بشكل كبير تعليمه الفلسفي، والتي يمكن تفسيرها بشكل أفضل بنقائه شخصيته المميز مشورته الحذرة. وبنفس التأثير يمكن أن ننسب تكتمه وتردده للتعاون بمودة أما مع الناس أو مع الفاتحين المقدونيين الذين وضعوا ثقتهم فيه: وربما كانت الروح القوية وحب المغامرة هما ما جعلاه المنقذ لبلاده. بقى فوكيون مشهورا في العصر القديم لأقواله ذات المعنى التي اعتاد أن يتفادى فصاحة معارضيه بها. دعاه ديموسثينيس قاطع خطاباتي. وبلوتارخ (حياة فوكيون) يسجل معلومات جيدة وكثيرة من فيلوخوروس ودوريس الساموسي (الذي استخرج نسخة هيرونيموس الكاردي)؛ حكاياته العديدة متكررة في الأعمال الأخرى له وفي أعمال أيليان. ديودورس استند على نفس النمط على دوريس.